# Arnolds Tauriņš
Arnolds Tauriņš (ur. 10 sierpnia 1905 w Vecauce, zm. 20 sierpnia 1984 w Milwaukee) – łotewski piłkarz występujący na pozycji napastnika, reprezentant Łotwy w latach 1925–1935.

## Kariera klubowa
Grę w piłkę nożną rozpoczął w 1923 roku w drużynie FK Amatieris z Rygi. Rok później przeniósł się do Rīgas FK, gdzie - z roczną przerwą na grę w FK Amatieris - pozostał do końca kariery. W barwach Rīgas FK siedmiokrotnie zdobył tytuł mistrza Łotwy (1924, 1925, 1926, 1930, 1931, 1934, 1935).

## Kariera reprezentacyjna
9 sierpnia 1925 zadebiutował w reprezentacji Łotwy w przegranym 1:3 towarzyskim meczu przeciwko Finlandii, w którym zdobył gola. W latach 1928, 1932 oraz 1933 zwyciężył z Łotwą w turnieju Baltic Cup. Ogółem w latach 1925-1935 rozegrał w drużynie narodowej 39 spotkań i zdobył 10 bramek.

### Bramki w reprezentacji
| LP  | Data                | Miejsce                            | Przeciwnik | Bramka | Rezultat | Ranga meczu     |
| --- | ------------------- | ---------------------------------- | ---------- | ------ | -------- | --------------- |
| 1.  | 9 sierpnia 1925     | Töölön pallokenttä, Helsinki       | Finlandia  | 1:0    | 1:3      | Mecz towarzyski |
| 2.  | 26 sierpnia 1925    | Kalevi staadion, Tallinn           | Estonia    | 1:0    | 2:2      | Mecz towarzyski |
| 3.  | 26 sierpnia 1925    | Kalevi staadion, Tallinn           | Estonia    | 2:0    | 2:2      | Mecz towarzyski |
| 4.  | 20 lipca 1926       | Stadion ASK, Ryga                  | Szwecja    | 3:1    | 4:1      | Mecz towarzyski |
| 5.  | 27 lipca 1928       | Kadrioru staadion, Tallinn         | Estonia    | 1:0    | 1:0      | Baltic Cup 1928 |
| 6.  | 24 lipca 1932       | Stadion Olimpija, Lipawa           | Litwa      | 2:0    | 2:1      | Mecz towarzyski |
| 7.  | 28 sierpnia 1932    | Stadion JKS, Ryga                  | Litwa      | 4:1    | 4:1      | Baltic Cup 1932 |
| 8.  | 2 października 1932 | Stadion Wojska Polskiego, Warszawa | Polska     | 1:0    | 1:2      | Mecz towarzyski |
| 9.  | 28 maja 1933        | Stadion JKS, Ryga                  | Estonia    | 1:0    | 2:0      | Mecz towarzyski |
| 10. | 12 czerwca 1933     | Stadion JKS, Ryga                  | Litwa      | 6:2    | 6:2      | Mecz towarzyski |

## Życie prywatne
Po zakończeniu II wojny światowej ukończył akademię morską i rozpoczął pracę jako marynarz. Osiadł w Stanach Zjednoczonych, gdzie zmarł 20 sierpnia 1984.

## Sukcesy
Łotwa
- Baltic Cup: 1928, 1932, 1933

Rīgas FK
- mistrzostwo Łotwy: 1924, 1925, 1926, 1930, 1931, 1934, 1935